# Elke Simon-Kuch

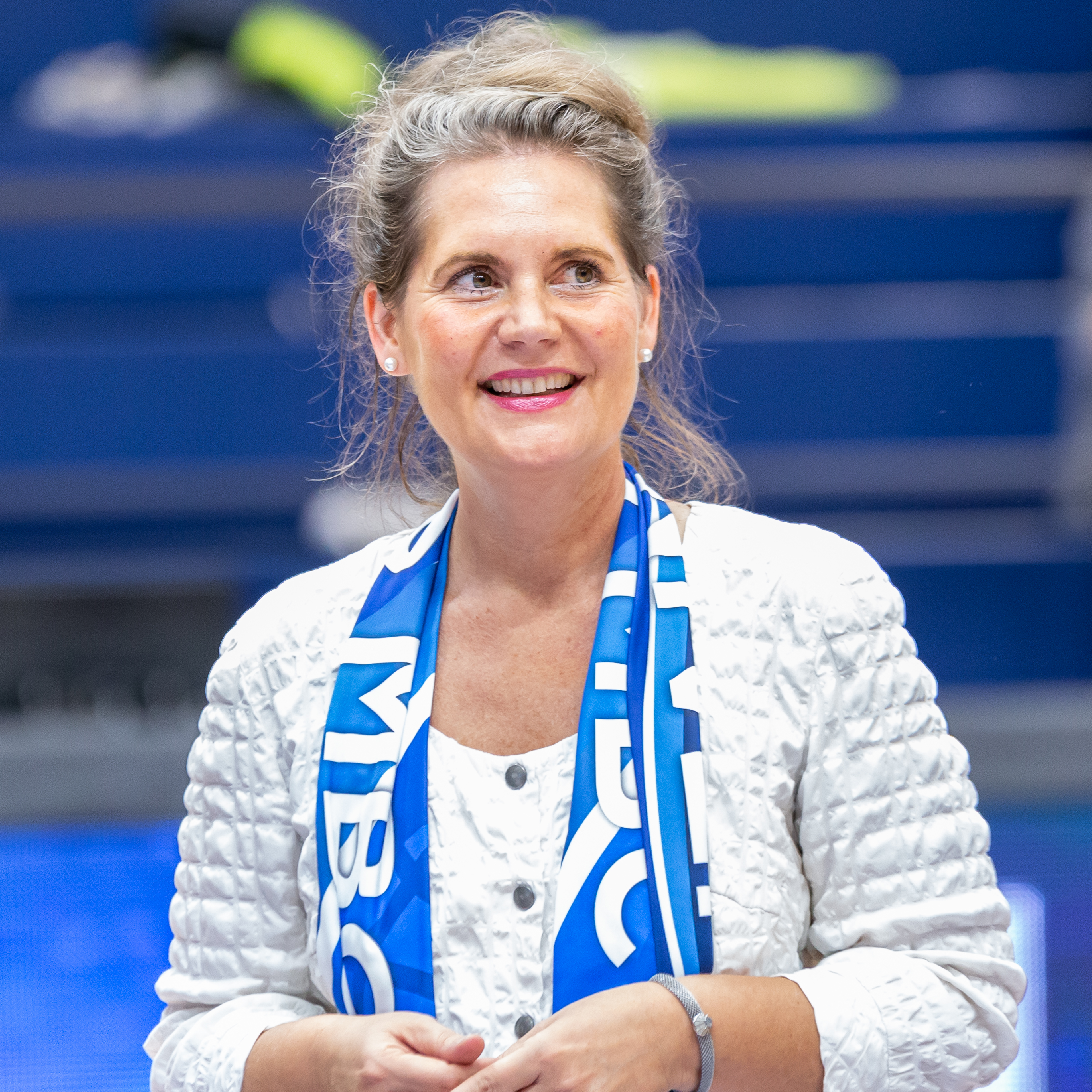
Elke Simon-Kuch (2019)

Elke Simon-Kuch (* 9. Dezember 1970 in Weißenfels) ist eine deutsche Politikerin (CDU), Unternehmerin und ehemalige Basketballfunktionärin. Bei der Landtagswahl in Sachsen-Anhalt 2021 wurde sie in den Landtag gewählt.

## Leben
Elke Simon-Kuch absolvierte eine Berufsausbildung mit Abitur zum Schuhfacharbeiter. Berufsbegleitend erlangte sie einen Fachschulstudium-Abschluss in Marketing, Kommunikation und Design sowie einen Hochschulstudium-Abschluss in Betriebswirtschaft und Wirtschaftsmediation. In dem von ihrer Mutter Annerose Simon gegründeten Unternehmen Simon Werbung GmbH war sie von 1991 bis 1997 als Projektleiterin und Grafikdesignerin tätig, saß dort von 1997 und 2007 in der Geschäftsleitung und ist seit 2008 geschäftsführende Gesellschafterin. Sie ist mit Matthias Kuch verheiratet, der ebenfalls Geschäftsführer der Simon Werbung GmbH ist, und hat ein Kind.
Als Vizepräsidentin gehört Simon-Kuch dem Präsidium der IHK Halle-Dessau an. Sie ist auch Vorstandsmitglied des Vereins AMU Verband selbständiger Frauen in Sachsen-Anhalt.
Simon-Kuchs Engagement für den Basketballsport begann 2004, als sie sich als Gesellschafterin am Mitteldeutschen Basketball Club beteiligte. Von 2015 bis 2022 war sie gemeinsam mit Martin Geissler Geschäftsführerin dieses Bundesliga-Vereins.
Die Staatsanwaltschaft in Halle ermittelte 2023 gegen Elke Simon-Kuch und ihren Ehemann wegen des Verdachts auf Subventionsbetrugs. Der Vorwurf: Die beiden sollen als Inhaber zweier Werbefirmen während der Corona-Pandemie für mehrere Mitarbeiter zu Unrecht Kurzarbeitergeld in Höhe von 50.000 Euro bezogen haben. Laut Staatsanwaltschaft ging es um den Verdacht der vorsätzlichen Täuschung. Das Verfahren ist im April 2024 gegen eine Geldauflage vorläufig eingestellt worden. Elke Simon-Kuch sollte 10.000 Euro an eine gemeinnützige Einrichtung zahlen.
Das war bereits das zweite Verfahren gegen Elke Simon-Kuch, das gegen eine Geldauflage eingestellt worden ist. 2018 soll Elke Simon-Kuch 4.000 Euro gezahlt haben, nachdem gegen sie wegen Beihilfe zur Bestechung ermittelt worden war.

## Politik
Simon-Kuch sitzt seit 2014 als Mitglied der CDU/FDP-Fraktion im Kreistag des Burgenlandkreises. Bei der CDU Sachsen-Anhalt gehört sie als Beisitzerin dem Landesvorstand an.
Bei der Landtagswahl in Sachsen-Anhalt 2021 trat Simon-Kuch als Direktkandidatin im Landtagswahlkreis Weißenfels an und setzte sich gegen den bisherigen Mandatsinhaber Marcus Spiegelberg  (AfD) durch.
Als politische Schwerpunkte gibt Simon-Kuch die Themen Wirtschaft, Gesundheit, Bildung, Strukturwandel, Medien sowie Werte, Glaube und Identifikation an.

## Ehrungen
- 2012: Großer Preis des Mittelstandes der Oskar-Patzelt-Stiftung[9]

## Werke
- Business Netzwerke in Mitteldeutschland. Shaker, Düren 2016, ISBN 978-3-8440-4879-7. (Band 20 der Schriftenreihe Wissen & Wandel, Hrsg. Klaus Jürgen Heimbrock)